# Моне, Мишель

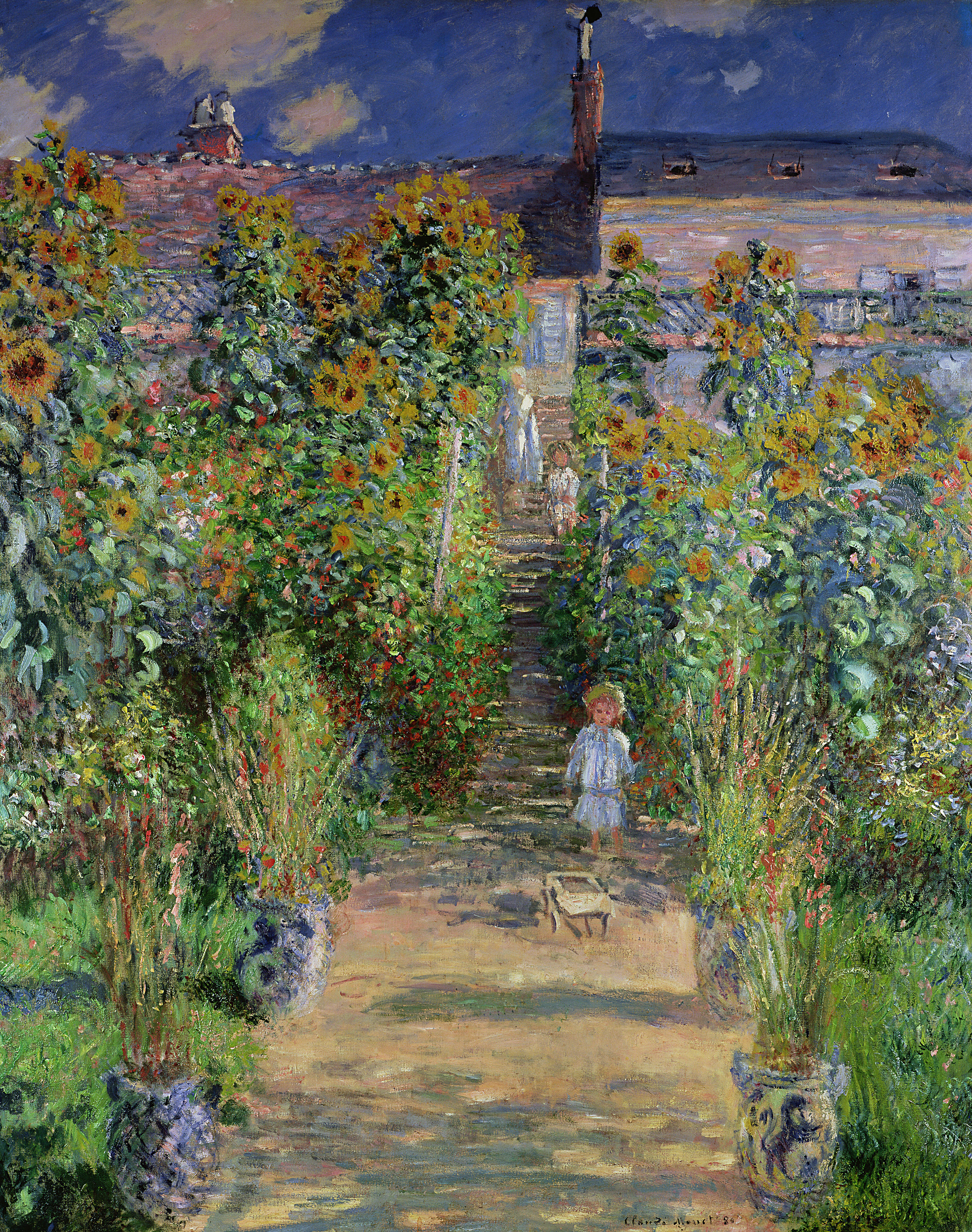
Клод Моне. Сад Моне в Ветёе. Холст, масло. 1880. Национальная галерея искусства (Вашингтон). На картине изображены Мишель Моне и Жан-Пьер Ошеде

Мишель Моне (фр. Michel Monet; 17 марта 1878 — 3 февраля 1966) — второй сын французского художника Клода Моне и Камиллы Донсье Моне.

## Ранние годы
Мишель Моне родился 17 марта 1878 года в доме по адресу улица Эдембур, 26, в VIII округе Парижа, куда семья Моне переехала из Аржантёя. Он был младшим из двух сыновей Клода и Камиллы Моне. Старший брат Мишеля, Жан, родился в 1867 году. После появления на свет Мишеля и без того слабое здоровье его матери ухудшилось, и 5 сентября 1879 года она умерла, вероятно, от рака матки.
С 1877 года, когда обанкротился Эрнест Ошеде, его супруга Алиса вместе с их шестью детьми стали жить вместе с семьёй Моне. В августе 1878 года обе семьи перебрались из Парижа в Ветёй, а после смерти Камиллы Алиса и восемь детей продолжили жить вместе. В 1881 году они переехали в Пуасси, а в апреле 1883 года — в Живерни. Алиса вела домашнее хозяйство и занималась образованием детей Моне и своих собственных.

## Мишель на картинах отца
- «Мишель Моне в шляпе с помпоном» (фр. Michel Monet au bonnet à pompom), 1880. Музей Мармоттан-Моне (Париж).
- «Сад Моне в Ветёе» (фр. Le jardin de Monet à Vétheuil), 1880. Национальная галерея искусства (Вашингтон). Мишель Моне и Жан-Пьер Ошеде на фоне Алисы Ошеде.
- «Жан-Пьер Ошеде и Мишель Моне на берегу Эпта» (фр. Jean-Pierre Hoschedé et Michel Monet au bord de l'Epte), 1890. Национальная галерея Канады.

## Первая мировая война
Во время Первой мировой войны Мишель Моне и его сводный брат Жан-Пьер Ошеде служили во французской армии.

## Женитьба
В 1927 году Мишель Моне женился на Габриэль Бонавентюр. У них не было детей. Габриэль умерла 2 февраля 1964 года.

## Поместье Клода Моне
После смерти отца в 1926 году Мишель, как его единственный наследник, унаследовал всё его поместье. Он никогда не жил в Живерни, а Бланш Ошеде Моне, его сводная сестра и невестка, присматривала за домом и садом до самой своей смерти в 1947 году. Луи Лебре, который был главным садовником Моне, помогал ей в этом деле. После её смерти сад был заброшен.

## Смерть
Увлекавшийся автомобилями Мишель Моне погиб в автокатастрофе недалеко от Вернона 3 февраля 1966 года, за несколько недель до своего 88-летия. Он завещал поместье отца Академии изящных искусств.
Он также оставил музею Мармоттан-Моне собственную коллекцию произведений своего отца, создав таким образом самое большое собрание картин Моне.
Мишель Моне был похоронен в склепе отца на кладбище Живерни, которое примыкает к деревенской церкви Сент-Радегонд.